# جانت هوبرت
جانت هوبرت (انگلیسی: Janet Hubert؛ زادهٔ ۱۳ ژانویهٔ ۱۹۵۶) یک هنرپیشه اهل ایالات متحده آمریکا است.